# 安龍福
安 龍福（英語: An Yong-bok; あん りゅうふく、1657年? - 没年不詳）は、朝鮮国慶尚道 東萊県釜山に住んでいた漁夫。水軍経験があるとされる。賎民だったとも。彼の発言は今も竹島問題に影響を及ぼしている。

## 概要
1693年（元禄6年）、不法に鬱陵島へ渡り漁労していた時、この島を開発していた日本人に遭遇し日本へ連行される。安龍福はその後朝鮮へ送還されるが、当時の彼の証言が発端となり鬱陵島（当時日本では鬱陵島を竹島と呼んでいた）の領有をめぐる日朝間の外交問題に発展した（竹島一件）。三年後に再び日本へ渡り、鬱陵島と于山島は朝鮮の領土だと訴える。しかし、帰国時朝鮮政府に捕らえられ、日本への不法渡航や直訴を起こしたとして流罪となる。当時日本人の呼ぶ松島（現在の竹島）を于山島だと主張した最初の人物であるが、実際に安龍福がどこの島を于山島と主張したかは不明である。
現在の韓国では竹島（独島）の領有を日本に認めさせた英雄とされており、当時民間外交を行った漁夫として中高教科書にも取り上げられている。安龍福が漁労に出ていた鬱陵島には「安龍福将軍忠魂碑」（1968年建立）が、また居住していたとされる釜山の水営区には2001年に「安龍福祠堂」と共に「安龍福将軍像」と「安龍福将軍忠魂塔（1967年に水営公園頂上に建立したものを移設）」が整備されているが、安龍福は将軍ではない。

## 安龍福の素顔
1828年に完成した鳥取藩士江石梁（岡嶋正義）編述の『竹島考 下』には、安龍福の身分を示す腰牌（認識票）の内容を書き取ったものがある。腰牌は軍兵が所持するものであり、表面には「東莱　私奴（賤民）　用朴　年三十三　長四尺一寸　面鉄髭暫生疵無　主京居呉忠秋」、裏面には「庚午　釜山佐自川一里　第十四統三戸」と記されている。『星湖塞説』にも、安龍福の腰牌のことが書かれており、その表面に「東莱（トンネ）／私奴、用卜、年三十三」とある。安龍福は軍兵であり、顔は赤ら顔、やや髭が生え、体には傷がないことがうかがえる。「庚午」の年に33歳であることから、「庚午」は元禄3年（1690年）になるので、1657年生まれであることが分かる。
身長は、旧尺貫法の鯨尺であると思われる一尺は約37.9cmで四尺一寸で（身長は、約155.4cm）となる。
居住地は彼の証言からも釜山の佐自川一里だったことが分かる。（当時の釜山は東莱県にある小さな漁村で日本の出先機関である対馬藩の倭館があった）
安龍福が日本に連れて来られた時の日本での様子が記録されており、『竹島考』では「アンピンシヤハ猛性強暴ナル者」とあり、『因府年表』では「異客ノ内ヘ暴悪ノ者之有」と記されている。強暴で暴悪な性格であったようで、異国との争いを恐れず交渉するなど度胸のある人物だと言える
。
安龍福は日本語が話せる。当時の釜山には日本の出先機関である対馬藩の倭館があって、その周囲には朝鮮との貿易に係わる日本人町が形成されていた。安龍福はこの釜山の日本人商人から日本語を教わったか、日本の商人と取引する朝鮮人に日本語を教わったのではないかとされている。彼の言動は日本や朝鮮で証言記録などに残っているが、彼自身の書いた航海の記録や日本での滞在記録などはなく、証言内容も曖昧なことから朝鮮語も日本語も文字はほとんど書けなかった様である。
また後の朝鮮での証言記録と実際とは食い違う点が多数あり、日本では朝鮮政府の使者であるかのごとく振る舞い、朝鮮では自ら武勇伝を繰り広げた人物であるが、朝鮮の東莱府使は「風来の愚民が、たとへ作為する所があっても、朝家（朝鮮政府）の知る所ではない。」（至於漂風愚民設有所作爲亦非朝家所知）（粛宗実録 31巻 23年 2月 14日）と答えており、安龍福が朝鮮の役人や使者ではなかったこと、単独行動に虚偽の箔をつけて大言壮語していたことが明らかである。

## 安龍福の行動

### 竹島（鬱陵島）での村川家との遭遇
幕府より竹島（鬱陵島）を拝領していた米子の村川家と大谷家は、毎年交代で開発に出向いていたが、『竹島考』や大谷九右衛門の『竹嶋渡海由来記抜書控』によると、1692年（元禄5年）3月、村川家の船が竹島（鬱陵島）に行った時、島に多くの鮑が干されているのを見つけた。また置いていた漁具や漁船がなくなるなど、何者かが漁をしている痕跡もあった。そうこうするうち、鮑漁をしていた朝鮮人に遭遇する。この朝鮮人の中に日本語が分かる者がおり、尋ねてみると、「竹島（鬱陵島）より北の島へ国主用の鮑取りに来たが難風に遭ってこの島に漂着した。この島にも鮑がいるので取った。」と説明している。日本語を話すことからこの人物が翌年に竹島（鬱陵島）から日本へ連行された安龍福であることはほぼ間違いない。安龍福は竹島（鬱陵島）の北の島から来たと言っているが竹島（鬱陵島）の北に島はなく、彼の言う島は当時朝鮮で発行されていた朝鮮八道古今総図の北に記されている実在しない于山島を指していると見られる。彼の発言は竹島（鬱陵島）での鮑漁を隠す為の詭弁であった可能性が高い。

村川家の船頭は、この島は日本の領土なので二度と来ないよう申しつけ、権益が荒らされた証拠として、朝鮮人が作った干し鮑や味噌麹などを持って帰った。

### 竹島（鬱陵島）での大谷家による連行
鳥取藩大谷家の文書によると、1693年（元禄6年）4月、鳥取藩大谷家21人の乗った船が幕府の許可を得て竹島（鬱陵島）に行き、漁労をしている10人ほどの朝鮮人に出会う。その中に日本語が話せる安龍福がおり、尋問される。安龍福が言うには、自分は42歳で朝鮮より3艘42人で来ていると言っている。これを危惧した大谷家の人たちは安龍福と朴於屯（박어둔）の2人を日本に連れていく。
なお当時の朝鮮は鬱陵島の空島政策を実施しており、この島は鮑やワカメなどの宝庫だったと見られる。

### 朝鮮送還
『竹島考』や鳥取藩の『池田家御櫓日記』などによると、大谷家により連行された安龍福ら二人は米子で二ヶ月に渡り取り調べられ、米子の家老 荒尾修理より報告を受けた鳥取藩はこの事を江戸に連絡し指示を仰いだ。指示があるまで安龍福ら二人の朝鮮人を米子の大谷九右衛門勝房方に留め、足軽二名を付き添わせて警護に当たった。その間は、安龍福の外出は許可されなかったが、酒は一日三升以下をも支給されている。その後、幕府からの通達があり、二人に今後は竹島（鬱陵島）に渡らないよう厳命し異国人の窓口である長崎に護送するよう指示があった。彼らを米子から一時鳥取城下に移したが、安龍福は強暴であるということから町内での見物を禁止している。陸路山陰道を通り長崎に送られることになるが、鳥取藩は長崎まで医師や調理人等を含め約90人を随行させ道中の食事は「一汁七菜」を出してもてなすなど、異国からの客人のように扱っている。一方幕府は、対馬藩に、二人を長崎で引き取って朝鮮へ送還するとともに朝鮮政府に越境について抗議するよう命じており、対馬藩は、竹島（鬱陵島）は日本領との幕府の見解に基づき、二人を罪人として扱った。対馬藩は長崎で安龍福を取調べるが、その証言をまとめた「朝鮮人口上書」には、安龍福は漁労のため鬱陵島へ9人で渡ったとし、大谷家の尋問と違う証言をしている。その後、対馬藩は幕府の指示に基づき対馬経由で二人を朝鮮政府に引き渡しており、この時朝鮮政府に対し竹島（鬱陵島）は日本の領土なので朝鮮人は来ないよう申し渡したため、鬱陵島を自国領としている朝鮮との間で領土問題となる。（竹島一件）
安龍福らは朝鮮へ引き渡された後、朝鮮でも取調べを受けるが、朝鮮側の史料『辺例集要』巻一七によると、安龍福らは魚を商うため船に物を乗せ移動していたところ、漂風によって鬱陵島に到着した。船から下りて隠れていたが、朴於屯と安龍福の二人は下船が遅れたため、そこに船でやって来た日本人八人に刀剣と鳥銃で威嚇され連れ去られたとしている。
大谷家の人に対しては威勢を張るためか、3艘42人で来て自分たち以外にもまだ大勢いるように言っているが、長崎では9人と証言し、朝鮮では自分たちは6人だとしている。また、密航を隠すためか、漁労をしていたにもかかわらず、島に漂着し隠れようとしているところを日本人に銃で脅され連れ去られたなどとしている。年齢も所持していた腰牌からするとこの時36歳のはずだが、虚勢張ってか42歳だと言っている。

### 日本の伯耆国へ訴願
安龍福が朝鮮へ送還された3年後の1696年（元禄9年）1月、朝鮮との長期間に及ぶ交渉の結果、幕府は鳥取藩へ竹島（鬱陵島）への渡航禁止を伝達した。そのことを知らない安龍福は、この年の5月に僧侶を含む10人を引き連れ鬱陵島と于山島の領有の訴願に伯耆を目指し、途中隠岐に着岸する。隠岐では船内や持ち物など詳細に取り調べを受けるが、このとき安龍福は松島を于山島とし江原道東莱府に属すと説明している。しかし実際は鬱陵島と于山島は江原道蔚珍県の管轄で、東莱府は慶尚道にあり、全くでたらめの説明をしている。3年前に大谷家に連行され素性が知れているにもかかわらず、隠岐での取調べ後、税を取り立てる役人を装い、船首に「朝鬱両島監税将臣安同知騎」と書いた旗を掲げて、訴願のため自ら伯耆へ向かう。僧の雷憲以外も全員が役人や僧侶を装っている。隠岐で取調べを受けたときは安龍福と名乗り日本語を話しているが、鳥取城下に入ってからは名前に「同知」という官名を詐称し日本語を話せないふりをしている。鳥取藩で訴状を提出するが、話が通じないため幕府が対馬藩より通訳を派遣する。しかし、通訳が到着する前に江戸幕府より異国人の窓口は長崎であると返答され、全員乗ってきた船で帰国させられる。
隠岐の村上家文書に隠岐で取調べを受けた時の安龍福に関する内容が残っているが、年齢についての信憑性はない。
- 「因幡志」 筆記之部　九(pdf 3p) （安龍福の船に取り付けた旗の図と同乗者）

#### 村上家文書の原文（安龍福について）

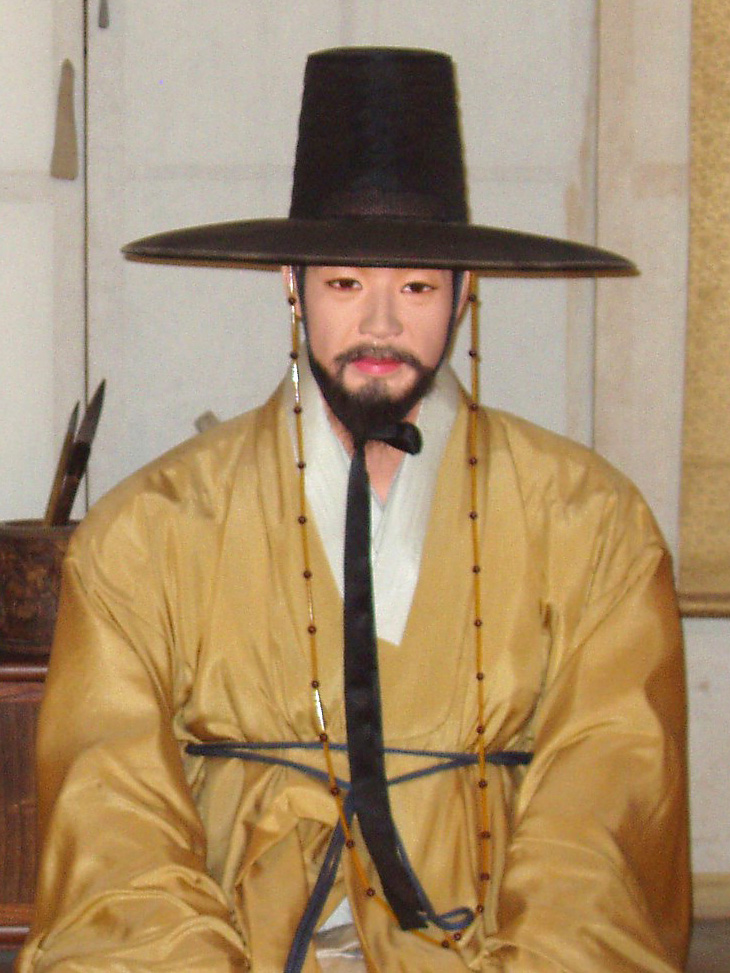
この当時の朝鮮官僚の服装

### 備辺司での取り調べ
日本へ密航した安龍福は帰国後捕らえられ漢城（現在のソウル）の備辺司へ移送される。備辺司は朝鮮の軍事を担当する官庁で、ここでの尋問後、日本人と訴訟事件を起こした罪により流罪となる。この時の安龍福の供述内容は朝鮮の『粛宗実録』粛宗22年（1696年）9月戊寅条に記録されている。
その供述内容を要約すると、安龍福は僧侶の雷憲らと鬱陵島に行くとそこで多くの日本人に会った。ここは朝鮮領なのになぜ来ているのだと言って恫喝すると逃げたので、追いかけて子山島に行き、そこにいた日本人を更に追いかけた。途中狂風に遭い隠岐島に漂着した。島主へ「前に来た時（1693年4月に鬱陵島で大谷家により日本へ連れて行かれた時のこと）伯耆国で将軍から鬱陵島と于山島までを朝鮮領と定めた書契をもらったが守られていない」とせまったが返答がないので伯耆国へ行った。そこで「前に来た時に将軍からもらった書契を対馬藩に奪い取られ、その後対馬藩は何度も使者を送って横暴を極めているので（幕府の命による対馬藩の鬱陵島領有交渉のことと考えられる）将軍へ上訴文を提出したい」と言うと、対馬藩主の父親がやって来て将軍に伝わると息子が死罪になるのでやめてくれというので、その代わりに越境してきた15人の日本人が処罰された。そして、そこから船で帰った。
この供述内容は不法渡航の罪を逃れるためか、不自然な点や明かな作り話が多数あり信憑性はないが、この中の安龍福の行動の大筋は、松島（現在の竹島）へ渡ったとすることを除くと日本側の資料と一致している。

#### 安龍福の虚言
以下は備辺司での証言で不自然な点や明かな作り話。
- 幕府が竹島（現在の鬱陵島）への渡航を禁じる旨を朝鮮の使者に伝えたのは1697年（元禄10年・粛宗23年）の正月だが、幕府が竹島への渡海禁止令を出したのは1696年1月。安龍福が隠岐へ漂着したのは1696年5月。鳥取藩に竹島渡海禁止令が正式に伝わったのは1696年8月1日である。内藤正中は、安龍福は日本人を追いかけて隠岐に漂着したと証言したが、鳥取藩の漁師たちは1696年5月にはまだ竹島渡海禁止令を知らず、彼らが5月に竹島に渡った可能性があると主張している[6]。
- 日本人が松島に住んでいると言ったとある。彼は日本人を追いかけて島に上陸したとしているが、松島は明かに人が住める環境ではない。安龍福は日本人の言う松島のことを全く知らないまま松島を于山島だと思い込んでいる。
- 安龍福は海産物が豊富な鬱陵島に僧侶らを連れて渡ったとし、そこで偶然出合った日本人を鬱陵島から追い払い、松島に渡った日本人をさらに追い払って追いかけているうち狂風に遭い隠岐に漂着したとしている。しかし、安龍福は「朝鬱両島監税将臣安同知騎」と書いた旗や青帖裏（官服）、水晶の緒が付いた黒い布の笠、靴などを事前に用意し、役人を装って当初朝鮮本土を出発した全員で日本に向かっている。つまり、偶然出合った日本人を追いかけているうちに狂風で日本に漂着したのではなく、最初から何らかの訴願の目的で日本へやって来ている。2005年に発見された『元禄九丙子年朝鮮舟着岸一巻之覚書』には、安龍福が欝陵島で日本の漁民と遭遇したことや漂着したとの記述はなく、隠岐島での取調べに対し、安龍福は「鳥取伯耆守様へお断りの義これ在り罷り越し申し候」と訴願が目的であることが記されている[3]。
- 松島は于山島で朝鮮領だとあるが、安龍福が日本に来たとき于山島を鬱陵島から北東に50里（約20km）[7]離れた大きな島だと言っている。しかし実際の松島は鬱陵島から東南東に約92kmの地点にある断崖絶壁の小島であり、安龍福は松島の位置や大きさを全く把握していない。また当時の朝鮮の地図にある于山島も鬱陵島の北に描かれており、安龍福の証言以外松島に朝鮮人が来たという記録は全くない。
- 安龍福は、日本の将軍から鬱陵島と于山島の朝鮮領有の書契をもらっているのに、対馬藩が勝手に朝鮮政府に対し何度も領有権を主張する使者を送って来ているように言っているが、そうではない。対馬藩は幕府の指示に従い鬱陵島の領有交渉を行っていた。（竹島一件）1693年に安龍福が連行されたのをきっかけに鬱陵島の領有権争いが幕府と朝鮮の間で発生したのであり、対馬藩と朝鮮の間で発生したのではない。つまり、そのきっかけとなった漁夫（安龍福）に将軍が鬱陵島や于山島の朝鮮領有を認める書契を出したはずがない。また、連行された異国の一漁夫に一国の将軍が島を手放す書契を渡すはずもない。
- 鬱陵島や于山島の朝鮮領有を認める書契が仮にあったとしても、幕府に逆らい将軍が出した書契を対馬藩が奪い取り勝手な領有交渉をするはずがない、その様なことをしても対馬藩が罰せられるだけである。
- 安龍福は鳥取藩主と対座して直訴したと言っているが、当時鳥取藩主は参勤交代で江戸滞在中である。
- 対馬藩主の父親がやってきて息子の死罪が免れないと言ったと言っているが、安龍福が連行された時の対馬藩主はその時既に若くして他界しており、その父親も参勤交代で江戸に滞在しており、江戸から出ることはできない。
- 安龍福の2回目の来日時に朝鮮の役人に扮装しているが、鳥取藩では日本語を話していない。鳥取藩は朝鮮人達と話が通じないため、江戸幕府が対馬藩より通訳を派遣している。しかし、その通訳が到着するまでに、幕府からの指示で全員乗ってきた船で退去させられているため、鳥取藩と交渉したとする内容は全て作り話であることがわかる。

### 朝鮮王朝から対馬藩への安龍福に関しての返答
『粛宗実録』粛宗23年丁丑2月乙未条（1697年2月14日）には、東萊府使の李世載が対馬藩の使者との交渉で安龍福について次のように述べている。対馬の使者が 「去年の秋に貴国の人が上程したことがあったが、朝廷の命令で出したのか。」と問うと、李世載は「もし述べなければならないことがあれば、通訳官を江戸へ送る。何を思い憚って、狂った愚かな漁民を送ることがあろうか。」また、朝鮮の軍事行政機関である備辺司は「風に漂う愚民にいったっては作為することがあっても朝廷の知るところではない」としている。
このように、対馬藩が安龍福の行動を朝鮮の東莱府使に確認したところ、安龍福は朝鮮政府と関係ない愚民であると回答している。
『粛宗実録』の原文
翻訳
またこの年の3月、朝鮮国禮曹参議李善博から対馬藩主宛ての書簡の中では次のように書かれている。
「昨年漂着した者のことですが、海浜の人は舟を操ることを稼業とし、強風に遭えばたちまち波風に洗われやすく、重ねて越境を冒し貴国に入ります。・・・もしその訴状が本当であれば妄作の罪がある。そのためすでに法に基づいて流刑に処しました。（昨年漂氓事 濱海之人率以舟楫為業 颿風焱忽易及飄盪 以至冒越重溟轉入貴国・・・若其呈書誠有妄作之罪 故已施幽殛之典以為懲戢之地）」
この書簡では、安龍福を流刑に処した事を日本側に通知している。

## 安龍福の于山島
当時の朝鮮政府は鬱陵島に空島政策を取っていたので、安龍福は鬱陵島周辺の地理的知識がほとんどなかったはずだが、鬱陵島に何度も訪れているようであり、日本には二度訪れている記録がある。しかし彼の証言を総合すると、当時の朝鮮の地図にある架空の大きな島 于山島が見当たらず、日本人の呼ぶ松島が于山島だと信じていたようである。彼は于山島が鬱陵島より北東に約20km、船で約1日で行ける居住可能な大きな島としており日本人の言う松島ではない。安龍福が日本へ朝鮮の領有を直訴しに来た大きな理由は、豊富な鮑やワカメが大量に採集できる漁場とそのための居住ができる大きな島を独占したかったからではないかとされる。彼が現在の竹島のような島のために危険を冒してまで日本へ直訴しに来たと考えるのは不自然であり、于山島が松島であるという証言は不法渡航の罪を免れるための虚言である可能性が高い。

## 安龍福の発言の影響
安龍福による松島を于山島だとする証言は、その後松島が于山島であり朝鮮領であるとの認識を朝鮮政府に定着させていると見られ、結果的に今日の竹島問題に影響を与えている面もある。
現在の韓国では彼の証言をそのままあてはめ、松島（現在の竹島・韓国名独島）が于山島であり、安龍福が日本の将軍より于山島を朝鮮領だとする書付をもらっていると主張している。そして于山島は于山国（鬱陵島のこと）の一部であり、于山国は朝鮮に服従したので独島（現在の竹島）は韓国領であるとしている。
松島が于山島であるかについては、1877年の太政官指令の曖昧さを考慮するとしても（竹島外一島を参照）、彼がそれまでの文献ないし地図を読み違えて于山島を子山島とした上、松島を子山島だとしている問題もある。彼の発言にはこの他にも食い違う点が多数あり、安龍福の「日本の将軍より鬱陵島と于山島は朝鮮領だとする書付をもらっている」という証言も虚言であると考えられる。松島が于山島だとは日本では考えられていない。